# Мусаева, Севгиль Хайретдиновна
Севги́ль Хайретдиновна Муса́ева (укр. Севгіль Хайретдинівна Мусаєва; род. 18 июня 1987, Джума, Самаркандская область) — украинская журналистка, главный редактор онлайн-издания «Украинская правда». В 2011—2013 годах была корреспондентом журнала «Forbes Украина», в 2014 году запустила деловое интернет-издание Hubs и была его главным редактором. Специализируется на нефтегазовой тематике и топливно-энергетическом комплексе. Провела собственные расследования о бизнесе Сергея Курченко, нефтегазовых делах Нестора Шуфрича и Николая Рудьковского и статьях доходов Юрия Иванющенко. Пять раз получала «Премию деловых кругов PRESSзвание».

## Биография
Родилась в городе Джума в Узбекистане. В 1989-м, когда крымским татарам позволили вернуться в Крым, её семья переехала в Керчь. Во время учёбы в школе Севгиль начала печататься в республиканской прессе, с 9-го класса посещала местную школу журналистики. Была членом Малой академии наук и получала стипендию Совета министров Крыма. С 2004 по 2010 год училась в Институте журналистики КНУ имени Тараса Шевченко.
Журналистскую карьеру начала в 2007 году в агентстве «Экономические новости», в 2008-м перешла в газету «Дело», а в феврале 2009 года стала репортёром издания «Власть денег». В июне 2011-го перешла в журнал «Forbes Украина», откуда ушла в августе 2013 года после того, как издание приобрёл Сергей Курченко. 
С началом Евромайдана делала репортажи для проекта Hubs в Facebook, в том числе во время штурмов.
В феврале 2014-го запустила Hubs как отдельное деловое интернет-издание и стала его главным редактором. После аннексии Крыма Российской Федерацией С. Мусаева также выступила одним из инициаторов проекта «Крым_SOS», направленного на предоставление достоверной информации и помощь людям в вопросах безопасности, переселения и поиска ресурсов. В октябре 2014 года стала главным редактором онлайн-издания «Украинская правда».

## Благотворительность
В 2012 году Мусаева вместе с журналистом Борисом Давиденко создали ко Дню журналиста благотворительный аукцион, на котором распродаются подарки журналистам от пресс-служб. Первый аукцион за три месяца собрал 76 тысяч гривен, на которые были куплены новая мебель и кровати для школы-интерната в Триполье. За год существования аукциона на благотворительные цели было собрано 220 тысяч гривен.
В декабре 2012-го с участием Мусаевой также был организован благотворительный спектакль «Лети, метелику». Дети из театральной студии своим выступлением собирали деньги на лечение онкобольных ровесников. Полученные средства были переданы проекту «Таблеточки», направленному на закупку лекарств для онкобольных детей.

## Семья
Сестра Элядие Мусаева работала на СТБ. Начинающий кинорежиссёр, чья лента OTUZ о депортации крымских татар была представлена на кинофестивале «Молодость». Сейчас[когда?] Элядие Мусаева живёт в Нью-Йорке.

## Награды и достижения
В 2016 году Мусаева была номинирована на премию «Топ-30 до 30» по версии Kyiv Post.
В 2022 году стала лауреаткой Международной премии за свободу прессы, а журнал Time включил её в число 100 самых влиятельных людей мира.